# Iocaste
Iocaste (Jupiter XXIV, S/2000 J3) är en av Jupiters mindre yttre månar. Den upptäcktes den 23 november 2000 av en grupp astronomer vid University of Hawaii under ledning av Scott S. Sheppard. Den fick först den tillfälliga beteckningen S/2000 J3 och uppkallades senare efter Iokaste som älskades av Zeus och födde honom en son i den grekiska mytologin. Skall inte förväxlas med Iokaste, Oidipus moder.

## Omloppsbanans egenskaper
Iocaste kretsar kring Jupiter på ett medelavstånd av 20 723 000 kilometer, på 631 dagar 7 timmar och 12 minuter. Banans excentricitet är 0,2160 med en lutning på 149,429° i förhållande till Jupiters ekvatorialplan. Den roterar kring Jupiter i en retrograd bana, det vill säga månen rör sig åt motsatt håll i förhållande till planetens rotation. På grund av dess banegenskaper tillhör den Ananke-gruppen. 

## Fysiska egenskaper
Iocaste har en genomsnittlig diameter på 5,2 kilometer och densiteten är uppskattad till 2 600 kg/m3 vilket kan tyda på att den är uppbyggd av silikater och fruset vatten. Den har en mörk yta med en albedo på 0,04 vilket betyder att enbart 4 % av solljuset som träffar den reflekteras. Den skenbara magnituden är 21,8.